# 居巴扎仓
居巴扎仓或举巴扎仓（藏語：རྒྱུད་པ་གྲྭ་ཚང།，威利转写：rgyud pa grwa tshang，THL：gyü-pa dra-tshang）是藏传佛教喇嘛寺中专门修习密宗的学院。藏传佛教设有專研佛教相關学科的学院，藏语称为“扎仓”（藏語：གྲྭ་ཚང།，威利转写：grwa tshang，THL：dra-tshang），如泽尼扎仓是讲习显教性相的学院，门巴扎仓是传授医术的学院。